# Remer State Forest
Pour les articles homonymes, voir Remer.
La Remer State Forest est une aire protégée américaine dans le comté de Cass, au Minnesota. Elle protège 52 km2 au sein de la forêt nationale de Chippewa.